# Gaivotas Fiéis
Gaivotas Fiéis foi um projeto de torcida LGBT, tendo sido fundada pelo jornalista Felipeh Campos. O início do projeto ocorreu em 2011, ganhando mais visibilidade em 2013, após a polêmica do "selinho" envolvendo o jogador Emerson Sheik. O zagueiro Paulo André também se envolveu na discussão, participando de debates sobre o assunto. Em outubro de 2013, a mídia passou a divulgar amplamente a Gaivotas Fiéis e seu criador apareceu em diversos programas de entrevistas e sites. Após a ampla divulgação da torcida, Felipeh Campos diz ter sofrido ameaças dos demais torcedores não adeptos. Na ocasião da divulgação da foto do beijo de Sheik, o jogador corinthiano também sofreu ameaças.
O uniforme da torcida, criado pelo estilista Lino Verdigueiro, segue as cores do time: branco, preto e roxo. Já seu logotipo, conta com uma gaivota pousada sobre um espelho de maquiagem. No lugar dos tradicionais remos foram utilizados utensílios de maquiagem e no centro está estampada a bandeira multicolorida de arco-íris representando a nação gay corinthiana. Apesar das modificações, a Gaviões da Fiel entrou com um pedido de investigação, acusando plágio.  Segundo a advogada Ana Carolina Dell Biancho, especialista em propriedades industriais, a Gaivotas Fiéis realmente poderá ser condenada a pagar multa por plágio.